# Петер Піштянек
Петер Піштянек (словац. Peter Pišťanek; 28 квітня 1960 — 22 березня 2015) — словацький письменник.

## Біографія
Петер Піштянек народився 28 квітня 1960 року у Дєвінска Нова Вес, районі Братислави.
1991 року вийшов його перший роман «Ріки Вавилона», у 2007 році вийшов переклад англійською мовою. Після цього були «Дерев'яне село» (словац. Drevená dedina) та «Кінець Фредді» (словац. Fredyho koniec), які разом склали трилогію. У творах розповідається про життя Раца (словац. Rácz), вигаданого гангстера, який з'явився восени 1989 року, коли закінчувалася доба комуністів.
Піштянек також активно писав про алкогольну індустрію, з гумором та цікавинками.
22 березня 2015 року Петер Піштянек покінчив життя самогубством.

## Твори
- 1991 — «Ріки Вавилона» (Rivers of Babylon)
- 1993 — словац. Mladý Dônč
- 1994 — «Дерев'яне село» (словац. Rivers of Babylon 2 alebo Drevená dedina)
- 1995 — словац. Skazky o Vladovi pre veľkých a malých
- 1998 — словац. Nové skazky o Vladovi pre malých i veľkých
- 1999 — словац. Sekerou a nožom (співавтор Душан Тарагель (словац. Dušan Taragel))
- 1999 — «Кінець Фредді» (словац. Rivers of Babylon 3 alebo Fredyho koniec)
- 2002 — словац. Posledné skazky o Vladovi
- 2003 — словац. Recepty z rodinného archívu
- 2003 — словац. Traktoristi a buzeranti
- 2006 — словац. Živý oheň z vína
- 2014 — словац. Neva (новела)
- 2014 — словац. Rukojemník - Lokomotívy v daždi (роман)